# Charles Simard-Hudon
Pour les articles homonymes, voir Hudon.
Charles Simard-Hudon, plus connu sous le nom de Charles Hudon, (né le 23 juin 1994 à Alma, dans la province de Québec au Canada) est un joueur professionnel canadien de hockey sur glace. Il évolue au poste d'attaquant.

## Biographie

### Carrière en club
Hudon joue son hockey midget amateur dans la Ligue de hockey midget AAA (MAAA) avec les Vikings de Saint-Eustache. En 2010, il débute dans la Ligue de hockey junior majeur du Québec avec les Saguenéens de Chicoutimi qui l'ont repêché en 6e position au total dans le repêchage d'entrée dans la LHJMQ 2010. À la fin de sa première saison dans la ligue, il remporte le trophée Michel-Bergeron pour la meilleure recrue offensive de la ligue ainsi que la Coupe RDS pour la meilleure recrue de l'année. Après une deuxième saison fructueuse avec les Saguenéens, il est choisi au 5e tour, en 122e position lors du repêchage d'entrée dans la LNH 2012 par les Canadiens de Montréal.
La saison suivante, le 6 décembre 2012, il est nommé capitaine des Saguenéens. Le 7 mai 2013, il signe son premier contrat professionnel avec les Canadiens pour trois ans. Le 7 janvier 2014, il est échangé au Drakkar de Baie-Comeau en échange de 3 choix de 1re ronde pour 2015, 2016 et 2017, ainsi qu'un choix de 3e ronde de 2014. Hudon y termine la saison et sa carrière junior, s'inclinant en 7 parties face aux Foreurs de Val-d'Or en finale de la Coupe du président. Il finit les séries éliminatoires à égalité pour meilleur buteur de l'équipe avec 10 buts et troisième meilleur pointeur avec 21 points.
Il joue sa première saison complète chez les professionnels lors de la saison 2014-2015 avec les Bulldogs de Hamilton et il finit deuxième meilleur pointeur chez les recrues dans la LAH en obtenant 57 points en 75 parties dès sa première saison, ce qui lui vaut de faire partie de la première équipe d'étoiles pour les joueurs recrus et de participer au Match des étoiles de la LAH. Le 8 décembre 2015, il obtient son premier rappel dans la LNH avec les Canadiens. Il décroche son premier point à sa première partie le 10 décembre avec une passe sur le but de Sven Andrighetto dans une défaite de 2 à 3 face aux Red Wings de Détroit. Il obtient une autre aide dans sa deuxième partie avant d'être retourné dans la LAH le 18 décembre. Il est rappelé pour trois autres matchs durant la saison 2016-2017 au cours desquelles il poste la même fiche de deux aides. Le 15 juin 2017, au terme d'une saison de 27 buts et 49 points en 56 matchs avec les IceCaps de Saint-Jean, il signe un renouvellement de contrat de deux ans avec les Canadiens d'une valeur de 1,3 million de dollars.
Après avoir connu un bon camp d'entraînement en septembre 2017, il se taille un poste dans la formation des Canadiens et entame la saison 2017-2018 dans la LNH. Il obtient ses deux premiers buts dans la LNH au cours de la même partie le 30 octobre 2017, dans une victoire de 8 à 3 contre les Sénateurs d'Ottawa. Il termine sa première saison complète dans la LNH avec 30 points dont 10 buts.

### Carrière internationale
Il représente l'équipe du Canada en sélections jeunes.

## Statistiques

### En club
| Saison     | Équipe                    | Ligue      |     | Saison régulière | Saison régulière | Saison régulière | Saison régulière | Saison régulière |    | Séries éliminatoires | Séries éliminatoires | Séries éliminatoires | Séries éliminatoires | Séries éliminatoires |
| Saison     | Équipe                    | Ligue      | PJ  | B                | A                | Pts              | Pun              | PJ               | B  | A                    | Pts                  | Pun                  |                      |                      |
| 2009-2010  | Vikings de Saint-Eustache | MAAA       | 40  | 23               | 24               | 47               | 32               | 6                | 4  | 5                    | 9                    | 4                    |                      |                      |
| 2010-2011  | Saguenéens de Chicoutimi  | LHJMQ      | 63  | 23               | 37               | 60               | 42               | 4                | 0  | 3                    | 3                    | 4                    |                      |                      |
| 2011-2012  | Saguenéens de Chicoutimi  | LHJMQ      | 59  | 25               | 41               | 66               | 50               | 18               | 6  | 5                    | 11                   | 16                   |                      |                      |
| 2012-2013  | Saguenéens de Chicoutimi  | LHJMQ      | 56  | 30               | 41               | 71               | 66               | 6                | 5  | 5                    | 10                   | 8                    |                      |                      |
| 2012-2013  | Bulldogs de Hamilton      | LAH        | 9   | 1                | 2                | 3                | 4                | -                | -  | -                    | -                    | -                    |                      |                      |
| 2013-2014  | Saguenéens de Chicoutimi  | LHJMQ      | 33  | 14               | 27               | 41               | 57               | -                | -  | -                    | -                    | -                    |                      |                      |
| 2013-2014  | Drakkar de Baie-Comeau    | LHJMQ      | 24  | 12               | 23               | 35               | 26               | 22               | 10 | 11                   | 21                   | 30                   |                      |                      |
| 2014-2015  | Bulldogs de Hamilton      | LAH        | 75  | 19               | 38               | 57               | 70               | -                | -  | -                    | -                    | -                    |                      |                      |
| 2015-2016  | IceCaps de Saint-Jean     | LAH        | 67  | 28               | 25               | 53               | 79               | -                | -  | -                    | -                    | -                    |                      |                      |
| 2015-2016  | Canadiens de Montréal     | LNH        | 3   | 0                | 2                | 2                | 0                | -                | -  | -                    | -                    | -                    |                      |                      |
| 2016-2017  | IceCaps de Saint-Jean     | LAH        | 56  | 27               | 22               | 49               | 52               | 4                | 1  | 3                    | 4                    | 2                    |                      |                      |
| 2016-2017  | Canadiens de Montréal     | LNH        | 3   | 0                | 2                | 2                | 2                | -                | -  | -                    | -                    | -                    |                      |                      |
| 2017-2018  | Canadiens de Montréal     | LNH        | 72  | 10               | 20               | 30               | 38               | -                | -  | -                    | -                    | -                    |                      |                      |
| 2018-2019  | Canadiens de Montréal     | LNH        | 32  | 3                | 2                | 5                | 16               | -                | -  | -                    | -                    | -                    |                      |                      |
| 2019-2020  | Rocket de Laval           | LAH        | 46  | 27               | 8                | 35               | 51               | -                | -  | -                    | -                    | -                    |                      |                      |
| 2019-2020  | Canadiens de Montréal     | LNH        | 15  | 1                | 1                | 2                | 0                | 2                | 0  | 0                    | 0                    | 0                    |                      |                      |
| 2020-2021  | Lausanne HC               | NL         | 33  | 15               | 17               | 32               | 28               | 6                | 2  | 1                    | 3                    | 6                    |                      |                      |
| 2021-2022  | Crunch de Syracuse        | LAH        | 66  | 30               | 27               | 57               | 56               | 5                | 0  | 1                    | 1                    | 2                    |                      |                      |
| 2022-2023  | Avalanche du Colorado     | LNH        | 9   | 0                | 0                | 0                | 2                | -                | -  | -                    | -                    | -                    |                      |                      |
| 2022-2023  | Eagles du Colorado        | LAH        | 61  | 29               | 25               | 54               | 40               | 7                | 4  | 0                    | 4                    | 6                    |                      |                      |
| 2023-2024  | Reign d'Ontario           | LAH        | 56  | 20               | 34               | 54               | 60               | 8                | 3  | 2                    | 5                    | 10                   |                      |                      |
| Totaux LNH | Totaux LNH                | Totaux LNH | 134 | 14               | 27               | 41               | 58               | 2                | 0  | 0                    | 0                    | 0                    |                      |                      |

### En équipe nationale
| Année | Compétition                  |   | PJ | B | A | Pts | Pun      |  | Résultat |
| 2011  | Championnat du monde -18 ans | 7 | 0  | 1 | 1 | 2   | 4e place |  |          |
| 2014  | Championnat du monde junior  | 7 | 1  | 1 | 2 | 2   | 4e place |  |          |

## Trophées et honneurs personnels

### Ligue de hockey junior majeur du Québec
- 2010-2011 : 
  - remporte le trophée Michel-Bergeron.
  - remporte la Coupe RDS.
  - nommé dans l'équipe d'étoiles pour les joueurs recrus.
- 2011-2012 :
  - participe au Match des Meilleurs Espoirs de la LCH/LNH.

### Ligue américaine de hockey
- 2014-2015 :
  - nommé dans l'équipe d'étoiles pour les joueurs recrues.
  - participe au Match des Étoiles de la LAH.
  - nommé Meilleur joueur (MVP) du Match des Étoiles de la LAH.